# Solrød
Solrød (även: Solrød Landsby) är en tätort i Solrøds kommun i Region Själland i Danmark. Tätorten har 499 invånare (2024). Den ligger på Själland, strax väster om Solrød Strand.